# Lycée Razi
Le lycée Razi est l'un des plus grands lycées de la ville de Téhéran en Iran. Il est situé avenue Vali-ye Asr au-dessus de l'intersection avec le boulevard Mirdamad.

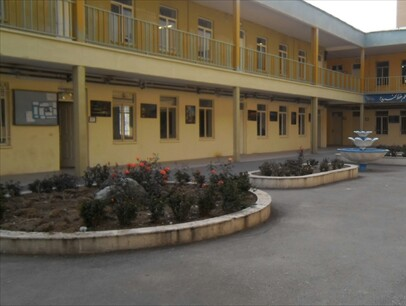
Espace de formation au lycée en 2014.

## Histoire
À l'origine, le lycée se nommait Lycée franco-iranien Razi, en référence au savant pluridisciplinaire perse Rhazès (nom complet : Abu Bakr Mohammad Ibn Zakariya al-Razi). Après la Révolution iranienne de 1979, il a été renommé en Lycée Shohada, avant de retrouver son nom initial.
Le premier lycée Razi a été édifié dans la ville de Téhéran dans les années 1950 à un autre emplacement que l'actuel lycée. Au début des années 1960, un nouveau campus a été construit à l'avenue Vali-ye Asr, au nord du square Vanek à Téhéran. La création de ce lycée est l'initiative de la Mission laïque française et du gouvernement iranien. 
Avant la Révolution islamique, l'école était l'une des deux écoles françaises de Téhéran avec le lycée Jeanne-d'Arc (auxquelles avait été adjoint le collège Saint-Louis). Le lycée Razi était fréquenté par les familles de classe moyenne supérieure de Téhéran ainsi que par les membres de la famille du chah Mohammad Reza Pahlavi.

## Anciens élèves
- Farah Pahlavi
- Ali-Reza Pahlavi (1966-2011)[2]
- Lily Amir-Arjomand (en), ancien dirigeant de l'Institut pour le développement intellectuel des enfants et des jeunes adultes
- Arash Hejazi, médecin et traducteur né en 1971
- Marjane Satrapi, actrice franco-iranienne né en 1969